# 2014年のメジャーリーグベースボール
2014年のメジャーリーグベースボール（2014ねんのメジャーリーグベースボール）では2014年のメジャーリーグベースボール（MLB）における動向をまとめる
2013年のメジャーリーグベースボール - 2014年のメジャーリーグベースボール - 2015年のメジャーリーグベースボール

## できごと

### 1月
- 1月1日 - タンパベイ・レイズからFAのジェシー・クレインがヒューストン・アストロズと1年契約で合意[1]
- 1月1日 - 右肩痛で2008年を最後にプレーから遠ざかってる元セントルイス・カージナルスのマーク・マルダーがロサンゼルス・エンゼルス・オブ・アナハイムとマイナー契約[1]
- 1月2日 - アトランタ・ブレーブスからFAのスコット・ダウンズがシカゴ・ホワイトソックスと1年400万ドルで契約合意[2]
- 1月4日 - 前NPB阪神タイガースのブルックス・コンラッドがサンディエゴ・パドレスとマイナー契約したことをNBCスポーツが報じた[3]
- 1月4日 - 2012年までサンフランシスコ・ジャイアンツに在籍していたオーブリー・ハフが現役引退を表明[4]
- 1月4日 - MLB機構はミネソタ・ツインズ傘下の2Aのエディ・ロサリオを薬物規定違反で今季開幕から50試合出場停止処分[4]
- 1月6日 - クリーブランド・インディアンスは前ニューヨーク・メッツのスコット・アッチソンとマイナー契約をしたことを発表[5]
- 1月8日 - 野球殿堂入りが発表され、グレグ・マダックス、トム・グラビン、フランク・トーマスの3名が選出。日本人初の候補者となった野茂英雄は落選で得票率が5%を下回ったことから来年の候補からは外れる[6]
- 1月9日 - ニューヨーク・ヤンキースからFAのジェイソン・ニックスがタンパベイ・レイズとマイナー契約[7]
- 1月11日 - シンシナティ・レッズは前NPB北海道日本ハムファイターズのボビー・ケッペルとマイナー契約[8]
- 1月12日 - MLB機構は前年、薬物規定違反で211試合出場停止処分を科したニューヨーク・ヤンキースのアレックス・ロドリゲスからの異議申し立てで、仲裁人が今季全162試合とポストシーズンの出場停止の裁定をくだしたことを発表。ロドリゲスは停止処分が科せられてからも異議申し立てを行い、試合出場を続けていた[9]
- 1月12日 - ニューヨーク・ヤンキースは前オークランド・アスレチックスのスコット・サイズモアとマイナー契約[10]
- 1月14日 - 2010年に対デトロイト・タイガース戦で完全試合を達成したダラス・ブレイデンが現役引退。右肩の故障で2011年以来MLBでの登板はなかった[11]
- 1月14日 - 前NPB横浜DeNAベイスターズのナイジャー・モーガンがクリーブランド・インディアンスとマイナー契約[12]
- 1月14日 - ピッツバーグ・パイレーツからFAのジョン・バックがシアトル・マリナーズと契約合意が報道されたことをMLB公式サイトが伝えた[13]
- 1月15日 - マイアミ・マーリンズからFAのクリス・コグランがシカゴ・カブスとマイナー契約[14]
- 1月16日 - シアトル・マリナーズは前ピッツバーグ・パイレーツのジョン・バックと1年100万ドルで契約合意[15]
- 1月16日 - カンザスシティ・ロイヤルズは2012年にNPB福岡ソフトバンクホークスとサンフランシスコ・ジャイアンツに所属していたブラッド・ペニーとマイナー契約[16]
- 1月17日 - ロサンゼルス・ドジャースはクレイトン・カーショウと7年契約を結んだことを発表、報道では年俸総額2億1500万ドルとされ、投手ではデトロイト・タイガースのジャスティン・バーランダーを抜いてMLB史上最高額[17]
- 1月17日 - ミルウォーキー・ブルワーズは前ニューヨーク・ヤンキースのマーク・レイノルズとマイナー契約[18]
- 1月18日 - フィラデルフィア・フィリーズからFAのジョン・ラナンがニューヨーク・メッツとマイナー契約[19]
- 1月18日 - ボストン・レッドソックスからFAのラファエル・ペレスがテキサス・レンジャースとマイナー契約[20]
- 1月20日 - ミルウォーキー・ブルワーズは前ニューヨーク・ヤンキースのライル・オーバーベイとマイナー契約[21]
- 1月22日 - ニューヨーク・ヤンキースはポスティングシステムでのMLB移籍を表明していた、NPB東北楽天ゴールデンイーグルスの田中将大と7年総額1億5500万ドルで契約合意[22]
- 1月24日 - シアトル・マリナーズは球団社長のチャック・アームストロングが1月31日付で退任し、新社長に副社長のケビン・メイザーが就任することを発表[23]
- 1月24日 - サンフランシスコ・ジャイアンツからFAのホセ・ミハレスがボストン・レッドソックスとマイナー契約[24]
- 1月24日 - ロサンゼルス・ドジャースは元フロリダ・マーリンズのショーン・フィギンズとマイナー契約[25]
- 1月24日 - サンフランシスコ・ジャイアンツはニューヨーク・ヤンキースからデビッド・ハフをトレードで獲得[26]
- 1月29日 - MLB通算366本塁打で昨季はテキサス・レンジャースでプレーしたランス・バークマンが現役引退することをMLB公式サイトが伝えた[27]
- 1月31日 - ニューヨーク・メッツは前NPB中日ドラゴンズのマット・クラークとマイナー契約[28]
- 1月31日 - シカゴ・カブスが前ボルチモア・オリオールズのジェイソン・ハメルと1年契約で合意したことが複数のメディアで報道された[29]

### 2月
- 2月1日 - 2005年にナ・リーグ首位打者を獲得するなど、テキサス・レンジャースなどで活躍したマイケル・ヤングが現役引退の会見を行った[30]
- 2月5日 - テキサス・レンジャースは本拠地のレンジャーズ・ボールパークをネーミングライツで、生命保険会社のグローブライフ売却し、球場名を「グローブライフ・パーク」に改称することを発表した。期間は10年間[31]
- 2月6日 - クリーブランド・インディアンスは前NPB福岡ソフトバンクホークスのブライアン・ラヘアとマイナー契約したことを発表[32]
- 2月6日 - コロラド・ロッキーズは前年現役引退したトッド・ヘルトンの背番号17を永久欠番とすることを発表[33]
- 2月6日 - シアトル・マリナーズが前タンパベイ・レイズのフェルナンド・ロドニーと2年総額1400万ドルで契約合意したとESPNが報じた[34]
- 2月7日 - ニューヨーク・ヤンキースのアレックス・ロドリゲスがMLB機構に対し起こしていた、薬物規定違反による今季の全試合出場停止処分に対する異議申し立ての訴訟を取り下げ、今季の全試合出場停止が決まった[35]
- 2月7日 - アリゾナ・ダイヤモンドバックスが前シンシナティ・レッズのブロンソン・アローヨと2年総額1900万ドルで契約合意したとAP通信が報じた[36]
- 2月12日 - フィラデルフィア・フィリーズが前ピッグバーグ・パイレーツからFAのA.J.バーネットと1年1600万ドルで契約合意したことをESPNが報じた[37]

### 3月
- 3月4日 - ボルチモア・オリオールズは前ニューヨーク・メッツのヨハン・サンタナとマイナー契約したことを発表[38]
- 3月22日 - オーストラリアで史上初のMLB公式戦となる開幕シリーズのロサンゼルス・ドジャース対アリゾナ・ダイヤモンドバックス戦がシドニーで行われ、3対1でドジャースが勝利した[39]
- 3月22日 - トロント・ブルージェイズとマイナー契約の大家友和が自由契約[40]
- 3月29日 - ボストン・レッドソックスはマイナー契約の渡辺俊介に解雇通告[41]

### 4月
- 4月4日 - デトロイト・タイガースのミゲル・カブレラが対ボルチモア・オリオールズ戦の8回に2点本塁打を記録し、MLB通算2000本安打[42]
- 4月5日 - ミネソタ・ツインズが対クリーブランド・インディアンス戦に7対3で勝利し、ロン・ガーデンハイアーが史上60人目の監督通算1000勝。1チームの監督で達成は史上10人目[43]
- 4月8日 - ミルウォーキー・ブルワーズのライアン・ブラウンが対フィラデルフィア・フィリーズ戦で3本塁打を記録し、球団タイ記録の1試合7打点[44]
- 4月18日 - シアトル・マリナーズの崔志萬が薬物規定違反で50試合出場停止処分、薬物検査でステロイドのメタンジエノンが検出されたため[45]
- 4月18日 - ピッツバーグ・パイレーツはニューヨーク・メッツのアイク・デービスをマイナー投手他2選手との交換トレードで獲得[46]
- 4月20日 - ニューヨーク・メッツの松坂大輔が対アトランタ・ブレーブス戦で日米通算2000奪三振（MLB645、NPB1355）[47]
- 4月23日 - ロサンゼルス・エンゼルス・オブ・アナハイムのアルバート・プホルスが対ワシントン・ナショナルズ戦で2本塁打を記録し、MLB史上26人目の通算500本塁打[48]
- 4月23日 - ニューヨーク・ヤンキースのマイケル・ピネダが対ボストン・レッドソックス戦で登板の際、右の首筋に違反物質の松ヤニをつけていたとして退場処分。試合は5対1でレッドソックスが勝利[49]
- 4月25日 - MLB機構は23日の試合で松ヤニをつけ不正投球をしたニューヨーク・ヤンキースのマイケル・ピネダに対し、同日の試合から10試合出場停止処分を科したと発表[50]
- 4月30日 - ロサンゼルス・ドジャースが対ミネソタ・ツインズ戦に6対4で勝利し、MLB史上4球団目の球団通算1万勝[51]

### 5月
- 5月2日 - デトロイト・タイガースは前ボストン・レッドソックスのジョエル・ハンラハンとの契約の合意を発表[52]
- 5月7日 - シアトル・マリナーズ傘下の1Aクリントンが対バーリントン戦で5回までに1対17とされたが、9回までに同点とし、延長12回表の1死満塁から勝ち越し、20対17で16点差を逆転勝利[53]
- 5月7日 - テキサス・レンジャース対コロラド・ロッキーズ戦で、レンジャースのエイドリアン・ベルトレがレンジャース通算100本塁打として、ロサンゼルス・ドジャース、シアトル・マリナーズ時代に続いてMLB史上5人目の3球団で100本塁打[54]。ロッキーズのノーラン・アレナドが球団タイ記録の27試合連続安打[55]
- 5月8日 - コロラド・ロッキーズのノーラン・アレナドが対テキサス・レンジャース戦で3回に中前安打を記録し、球団新記録の28試合連続安打[56]
- 5月8日 - ニューヨーク・ヤンキースは前監督のジョー・トーリの背番号6を永久欠番とすることを発表[57]
- 5月8日 - フィラデルフィア・フィリーズは対トロント・ブルーエイズ戦が球団通算20000試合。試合は6対12でフィリーズは敗れた。ブルージェイズのエドウィン・エンカーナシオンが通算200本塁打[58]
- 5月9日 - テキサス・レンジャースのダルビッシュ有が対ボストン・レッドソックス戦で9回2死まで無安打無得点としたものの、デビッド・オルティーズに初安打を許し、ノーヒッターを逃す（試合は3対0でレンジャースが勝利）。9回2死まで無安打を続け、2度逃したはMLB史上3人目[59]。しかし同月14日、MLB機構は7回のデビッド・オルティーズの打球の判定を、右翼手による失策から安打に変更している（この打席まで完全試合としており、レッドソックスの初出塁だった）[60]。
- 5月12日 - ニューヨーク・ヤンキースのアルフォンソ・ソリアーノが対ニューヨーク・メッツ戦で史上7人目の両リーグ1000安打。両リーグで1000安打、500得点、500打点、100本塁打、100盗塁は史上初[61]
- 5月19日 - フロリダ・マーリンズは前カンザスシティ・ロイヤルズで禁止薬物使用で105試合出場停止中のミゲル・テハダとマイナー契約[62]
- 5月20日 - ボストン・レッドソックスは昨季同球団からFAで今季所属先が決まってなかったスティーブン・ドリューと年俸1000万ドルで再契約[63]
- 5月20日 - ニューヨーク・ヤンキースの田中将大が対シカゴ・カブス戦で6回8安打3自責点の内容で敗戦投手となり、レギュラーシーズン[64]ではNPB時代の2012年8月19日の対埼玉西武ライオンズ戦以来の敗戦投手となり、日米での連勝は34でストップ[65]
- 5月25日 - ロサンゼルス・ドジャースのジョシュ・ベケットが対フィラデルフィア・フィリーズ戦でノーヒッター達成[66]
- 5月25日 - シカゴ・カブスは傘下3Aアイオワの選手兼任コーチで昨季は台湾などでプレーしたマニー・ラミレスと契約することを発表[67]

### 6月
- 6月10日 - マイアミ・マーリンズは対テキサス・レンジャース戦に8対5で勝利し、MLBタイ記録の交流戦13連勝[68]
- 6月17日 - テキサス・レンジャースがカルロス・ペーニャとマイナー契約[69]
- 6月17日 - オークランド・アスレチックスはミルウォーキー・ブルワーズのブラッド・ミルズを金銭トレードで獲得[69]
- 6月18日 - ロサンゼルス・ドジャースのクレイトン・カーショーが対コロラド・ロッキーズ戦でノーヒッター達成。1シーズンで同一チームの複数回の達成は史上15度目[70]
- 6月25日 - サンフランシスコ・ジャイアンツのティム・リンスカムが対サンディエゴ・パドレス戦で昨年7月13日の同戦に続いて自身2度目のノーヒッター達成（1四球のみの準完全試合）[71]

### 7月
- 7月6日 - オールスターゲームの出場選手が発表され、最多出場は今年限りで引退を発表しているデレク・ジーター（ニューヨーク・ヤンキース）で14度目。最多得票はホセ・バティスタ（トロント・ブルージェイズ）の585万9019票[72]。選手間投票で田中将大（ニューヨーク・ヤンキース）、ダルビッシュ有（テキサス・レンジャース）が選出[73]
- 7月7日 - ニューヨーク・ヤンキースはアルフォンソ・ソリアーノに戦力外通告したことを発表[74]
- 7月15日 - オールスターゲームがターゲット・フィールドで開催され、ア・リーグが5対3で勝利。MVPはロサンゼルス・エンゼルス・オブ・アナハイムのマイク・トラウト。上原浩治とダルビッシュ有の日本人の2投手がオールスターで投げたのは史上初[75]
- 7月17日 - シカゴ・ホワイトソックスは前シンシナティ・レッズの王建民とマイナー契約[76]
- 7月17日 - ニューヨーク・ヤンキースは前ロサンゼルス・エンゼルス・オブ・アナハイムのリッチ・ヒルとマイナー契約[76]
- 7月17日 - トロント・ブルージェイズは前オークランド・アスレチックスのブラッド・ミルズをウエーバー経由で獲得[76]
- 7月20日 - テキサス・レンジャースは傘下3A所属の田中賢介との契約を解除することを発表[77]
- 7月20日 - ニューヨーク・メッツはバディ・カーライルに戦力外通告したことを発表得[78]
- 7月24日 - ニューヨーク・ヤンキースはコロラド・ロッキーズからクリス・カプアーノを金銭トレードで獲得[79]
- 7月24日 - シアトル・マリナーズのスティーブン・プライヤーとミネソタツインズのケンドリス・モラレスが交換トレード[79]
- 7月26日 - サンフランシスコ・ジャイアンツはボストン・レッドソックスのジェイク・ピービーをマイナー2選手とのトレードで獲得[80]

### 8月
- 8月2日 - デトロイト・タイガースは対テキサス・レンジャース戦で、MLBでは8年ぶり、球団では1912年以来102年ぶりの毎回得点。スコアは11対5[81]
- 8月5日 - テキサス・レンジャースは対シカゴ・ホワイトソックス戦で16対0で勝利し、完封試合としては球団最多得点差記録を更新[82]
- 8月6日 - シカゴ・カブスは前マイアミ・マーリンズのジェイコブ・ターナーを獲得[83]
- 8月7日 - ロサンゼルス・ドジャースはフィラデルフィア・フィリーズのロベルト・ヘルナンデスをウェイバー経由で獲得[84]
- 8月7日 - ロサンゼルス・エンゼルス・オブ・アナハイムはクリーブランド・インディアンスのビニー・ペスタノをマイナー選手とのトレードで獲得[84]
- 8月8日 - アトランタ・ブレーブス対ワシントン・ナショナルズ戦でB.J.アップトンとジャスティン・アップトンがMLB新記録の、同一チームの兄弟による同一シーズンで5度目の同一試合本塁打[85]
- 8月9日 - ロサンゼルス・ドジャースはミネソタ・ツインズからケビン・コレイアを獲得した事を発表[86]
- 8月11日 - カンザスシティ・ロイヤルズはミネソタ・ツインズのジョシュ・ウィリンガムをマイナー投手のジェイソン・アダムとのウェイバー経由のトレードで獲得[87]
- 8月14日 - MLB機構はオーナー会議で来年1月に退任するコミッショナーのバド・セリグの後任にMLB最高執行責任者のロブ・マンフレッドを選出[88]
- 8月16日 - シアトル・マリナーズのフェリックス・ヘルナンデスが対デトロイト・タイガース戦で5回2失点で降板し、MLB記録としていた7回以上投げて2失点以下が16試合でストップ[89]
- 8月17日 - コロラド・ロッキーズのマイケル・カダイアーが対シンシナティ・レッズ戦で自身2度目のサイクル安打を達成。2度達成は史上30人目、両リーグでの達成は史上3人目[90]
- 8月18日 - ワシントン・ナショナルズは前シカゴ・カブスのネイト・シャーホルツとマイナー契約[91]
- 8月22日 - ボストン・レッドソックスはキューバから亡命のルスネイ・カスティーヨと7年総額7250万ドルで契約合意。プロ経験無しとしては史上最高額[92]
- 8月24日 - オークランド・アスレチックスはテキサス・レンジャースのジオバニー・ソトを金銭トレードで獲得[93]

### 9月
- 9月1日 - フィラデルフィア・フィリーズは対アトランタ・ブレーブス戦でコール・ハメルズ、ジェイク・ディークマン、ケン・ジャイルズ、ジョナサン・パペルボンの4投手によるMLB史上11度目の継投でのノーヒッター達成（ノーヒッターは286度目）[94]
- 9月3日 - 8月の月間MVPが発表され、ロサンゼルス・エンゼルス・オブ・アナハイムのマット・シューメーカーが史上9人目の月間最優秀新人と同時受賞[95]
- 9月5日 - テキサス・レンジャースの監督のロン・ワシントンが監督辞任を発表[96]
- 9月5日 - シアトル・マリナーズの岩隈久志が対テキサス・レンジャース戦で勝利し、今季日本人投手の勝利数が62となり、2002年と並ぶタイ記録[97]
- 9月6日 - ロサンゼルス・エンゼルス・オブ・アナハイムのアルバート・プホルスが対ミネソタ・ツインズ戦でMLB通算2500安打。500本塁打、500得点と合わせて達成したのは史上16人目[98]
- 9月12日 - MLB機構は前年のア・リーグ本塁打、打点王のボルチモア・オリオールズのクリス・デービスが薬物規定違反したとして、25試合出場停止処分を下したことを発表。興奮剤のアンフェタミンの陽性反応が出たとされるが、デービスはこれを否定している[99]
- 9月14日 - ニューヨーク・ヤンキースの黒田博樹が対ボルチモア・オリオールズ戦で日米通算3000投球回、日米では野茂英雄についで史上2人目[100]
- 9月15日 - ニューヨーク・メッツのジェイコブ・デグロムが対フロリダ・マーリンズ戦でMLBタイ記録の初回先頭打者から8者連続三振[101]
- 9月15日 - ロサンゼルス・エンゼルス・オブ・アナハイムが対シアトル・マリナーズ戦に8対1で勝利し、今季全球団で初のプレーオフ進出が決定[102]
- 9月16日 - ボルチモア・オリオールズが対トロント・ブルージェイズ戦に8対2で勝利し、17年ぶりにア・リーグ東地区優勝達成[103]
- 9月16日 - ワシントン・ナショナルズが対アトランタ・ブレーブス戦に3対0で勝知し、2年ぶりにナ・リーグ東地区優勝達成[104]
- 9月16日 - ヒューストン・アストロズのホセ・アルトゥーベが対クリーブランド・インディアンス戦で球団新記録のシーズン211安打[105]
- 9月18日 - シアトル・マリナーズのフェルナンド・ロドニーが対ロサンゼルス・エンゼルス・オブ・アナハイム戦でセーブを記録し、佐々木主浩の記録を更新する球団新記録のシーズン46セーブ[106]
- 9月19日 - ニューヨーク・ヤンキースの黒田博樹が対トロント・ブルージェイズ戦で勝利投手となり、今季日本人のシーズン勝利数が63勝となり、過去最多の2002年の62勝を更新した[107]
- 9月20日 - フィラデルフィア・フィリーズのジェローム・ウィリアムズが対オークランド・アスレチックス戦で勝利投手となり、この年在籍したアストロズとレンジャースに続き、1900年以降では初の1シーズンで3球団で同じチームから勝利投手となっている[108]
- 9月22日 - ニューヨーク・ヤンキースはヒューストン・アストロズからエウリー・ペレスを獲得したことを発表[109]
- 9月23日 - ピッツバーグ・パイレーツが対アトランタ・ブレーブス戦に勝利し、ミルウォーキー・ブルワーズがシンシナティ・レッズに敗れたため、パイレーツの2年連続プレーオフ進出が決定[110]
- 9月23日 - ニューヨーク・ヤンキースは対ボルチモア・オリオールズ戦で球団新記録のシーズン1319奪三振[111]
- 9月24日 - ロサンゼルス・ドジャースが対サンフランシスコ・ジャイアンツ戦に9対1で勝利し、2年連続ナ・リーグ西地区優勝達成[112]
- 9月26日 - アリゾナ・ダイヤモンドバッグスは監督のカーク・ギブソンの解任を発表[113]
- 9月26日 - ニューヨーク・メッツのボビー・アブレイユが今季限りで現役引退することを発表したとAP通信が報じた[114]
- 9月26日 - カンザスシティ・ロイヤルズが対シカゴ・ホワイトソックス戦に3対1で勝利し、29年ぶりにプレーオフ進出が決定[115]
- 9月28日 - ワシントン・ナショナルズのジョーダン・ジマーマンがシーズン最終戦の対マイアミ・マーリンズ戦でノーヒッター達成[116]
- 9月28日 - デトロイト・タイガースが対ミネソタ・ツインズ戦に3対0で勝利し、4年連続ア・リーグ中地区優勝達成[117]
- 9月29日 - ミネソタ・ツインズは監督のロン・ガーデンハイアーの解任を発表。ヒューストン・アストロズは新監督にA.J.ヒンチの就任を発表[118]
- 9月29日 - MLBの全日程が終了し、ナ・リーグ中地区は2位のピッツバーグ・パイレーツが敗れ、セントルイス・カージナルスの優勝が決定。オークランドアスレチックスのア・リーグプレーオフ進出も決定。ロサンゼルス・ドジャースのクレイトン・カーショウが史上初の4年連続最優秀防御率を獲得[119]
- 9月30日 - ア・リーグワイルドカードゲームはカンザスシティ・ロイヤルズがオークランド・アスレチックスに9対8で勝利し、地区シリーズ進出決定。ロイヤルズの1試合7盗塁はポストシーズン最多タイ記録[120]
- 9月30日 - MLBは今季シーズン公式戦観客動員が前年比0.4%減、史上7位の7373万9622人となった事を発表。球団別最多は2年連続でロサンゼルス・ドジャースの378万2337人[121]

### 10月
- 10月1日 - ナ・リーグワイルドカードゲームはサンフランシスコ・ジャイアンツがピッツバーグ・パイレーツに8対0で勝利し、2年ぶりに地区シリーズ進出決定[122]
- 10月4日 - ナ・リーグ地区シリーズ、サンフランシスコ・ジャイアンツ対ワシントン・ナショナルズ第2戦は延長18回2対1でジャイアンツが勝利、試合時間6時間23分はポストシーズン史上最長記録、18回まで行われたのは同2度目で、6時間越えは史上初[123]
- 10月5日 - ア・リーグ地区シリーズの第3戦が行われ、ボルチモア・オリオールズがデトロイト・タイガースに2対1で勝利し、3勝0敗で17年ぶりにリーグ優勝決定シリーズ進出[124]。カンザスシティ・ロイヤルズはロサンゼルス・エンゼルス・オブ・アナハイムに8対3で勝利し、3勝0敗でリーグ優勝決定シリーズ進出[125]
- 10月7日 - ナ・リーグ地区シリーズの第4戦が行われ、サンフランシスコ・ジャイアンツがワシントン・ナショナルズに3対2で勝利し、3勝1敗で2年ぶりにリーグ優勝決定シリーズ進出が決定[126]。またセントルイス・カージナルスがロサンゼルス・ドジャースに3対2で勝利し、3勝1敗で4年連続13度目のリーグ優勝決定シリーズ進出が決定[127]
- 10月7日 - この年5月ノーヒッターを達成している、ロサンゼルス・ドジャースのジョシュ・ベケットが腰痛を理由に現役引退を発表[128]
- 10月15日 - ア・リーグ優勝決定シリーズの第4戦が行われ、カンザスシティ・ロイヤルズがボルチモア・オリオールズに2対1で勝利し、4連勝で29年ぶり通算3度目のリーグ優勝達成。ロイヤルズはワイルドカードから8連勝で、ポストシーズン初戦からの連勝のMLB記録を更新[129]
- 10月16日 - ナ・リーグ優勝決定シリーズの第5戦が行われ、サンフランシスコ・ジャイアンツがセントルイス・カージナルスに6対3で勝利し、4勝1敗で2年ぶり通算23度目のリーグ優勝達成[130]
- 10月16日 - テキサス・レンジャースは新監督にピッツバーグ・パイレーツのベンチコーチのジェフ・バニスターが就任することを発表[131]

### 11月
- 11月25日 - サンフランシスコ・ジャイアンツからFAのパブロ・サンドバルが、ボストン・レッドソックスと5年契約で合意[132]。
- 11月28日 - オークランド・アスレチックスはトロント・ブルージェイズとのトレードでジョシュ・ドナルドソンを放出。ブレット・ロウリー、ショーン・ノリン、フランクリン・バレト、ケンドール・グレーブマンを獲得した[133]。

### 12月
- 12月5日 - ボルチモア・オリオールズからFAのネルソン・クルーズが、シアトル・マリナーズと4年契約で合意[134]。
- 12月10日 - オークランド・アスレチックスからFAのジョン・レスターが、シカゴ・カブスと6年契約で合意[135]。
- 12月12日 - デトロイト・タイガースはボストン・レッドソックスからヨエニス・セスペデスをトレードで獲得[136]。
- 12月14日 - シカゴ・ホワイトソックスはトロント・ブルージェイズからFAのメルキー・カブレラと3年契約で合意したことを発表した[137]。
- 12月19日 - ボストン・レッドソックスからFAのデービッド・ロスが、シカゴ・カブスと2年契約で合意[138]。
- 12月20日 - サンフランシスコ・ジャイアンツはマイアミ・マーリンズとのトレードでケーシー・マギーを獲得[139]。
- 12月20日 - ロサンゼルス・ドジャースはフィラデルフィア・フィリーズとのトレードでジミー・ロリンズを獲得[140]。
- 12月27日 - ダン・アグラがワシントン・ナショナルズとマイナー契約で合意[141]。
- 12月28日 - ピッツバーグ・パイレーツからFAのワンディ・ロドリゲスが、フィラデルフィア・フィリーズとのマイナー契約で合意[142]。
- 12月31日 - シンシナティ・レッズは金銭トレードでマーロン・バードを獲得[143]。

## 試合結果
- 太字はポストシーズン進出チーム

| 順     | チーム                                     | 勝利   | 敗戦   | 勝率   | G差    |
| 東地区 | 東地区                                     | 東地区 | 東地区 | 東地区 | 東地区 |
| ------ | ------------------------------------------ | ------ | ------ | ------ | ------ |
| 1      | ボルチモア・オリオールズ                   | 96     | 66     | .593   | –      |
| 2      | ニューヨーク・ヤンキース                   | 84     | 78     | .519   | 12.0   |
| 3      | トロント・ブルージェイズ                   | 83     | 79     | .512   | 13.0   |
| 4      | タンパベイ・レイズ                         | 77     | 85     | .475   | 19.0   |
| 5      | ボストン・レッドソックス                   | 71     | 91     | .438   | 25.0   |
| 中地区 |                                            |        |        |        |        |
| 1      | デトロイト・タイガース                     | 90     | 72     | .556   | –      |
| 2      | カンザスシティ・ロイヤルズ                 | 89     | 73     | .549   | 1.0    |
| 3      | クリーブランド・インディアンス             | 85     | 77     | .525   | 5.0    |
| 4      | シカゴ・ホワイトソックス                   | 73     | 89     | .451   | 17     |
| 5      | ミネソタ・ツインズ                         | 70     | 92     | .432   | 20     |
| 西地区 |                                            |        |        |        |        |
| 1      | ロサンゼルス・エンゼルス・オブ・アナハイム | 98     | 64     | .605   | –      |
| 2      | オークランド・アスレチックス               | 88     | 74     | .543   | 10.0   |
| 3      | シアトル・マリナーズ                       | 87     | 75     | .537   | 11.0   |
| 4      | ヒューストン・アストロズ                   | 70     | 92     | .432   | 28.0   |
| 5      | テキサス・レンジャーズ                     | 67     | 95     | .414   | 31.0   |

| 順     | チーム                         | 勝利   | 敗戦   | 勝率   | G差    |
| 東地区 | 東地区                         | 東地区 | 東地区 | 東地区 | 東地区 |
| ------ | ------------------------------ | ------ | ------ | ------ | ------ |
| 1      | ワシントン・ナショナルズ       | 96     | 66     | .593   | –      |
| 2      | アトランタ・ブレーブス         | 79     | 83     | .488   | 17     |
| 2      | ニューヨーク・メッツ           | 79     | 83     | .488   | 17.0   |
| 4      | マイアミ・マーリンズ           | 77     | 85     | .475   | 19.0   |
| 5      | フィラデルフィア・フィリーズ   | 73     | 89     | .451   | 23.0   |
| 中地区 |                                |        |        |        |        |
| 1      | セントルイス・カージナルス     | 90     | 72     | .556   | –      |
| 2      | ピッツバーグ・パイレーツ       | 88     | 74     | .543   | 2.0    |
| 3      | ミルウォーキー・ブルワーズ     | 82     | 80     | .506   | 8.0    |
| 4      | シンシナティ・レッズ           | 76     | 86     | .469   | 14.0   |
| 5      | シカゴ・カブス                 | 73     | 89     | .451   | 17.0   |
| 西地区 |                                |        |        |        |        |
| 1      | ロサンゼルス・ドジャース       | 94     | 68     | .580   | –      |
| 2      | サンフランシスコ・ジャイアンツ | 88     | 74     | .543   | 6.0    |
| 3      | サンディエゴ・パドレス         | 77     | 85     | .475   | 17.0   |
| 4      | コロラド・ロッキーズ           | 66     | 96     | .407   | 28.0   |
| 5      | アリゾナ・ダイヤモンドバックス | 64     | 98     | .395   | 30.0   |

- ワイルドカードはカンザスシティ・ロイヤルズとオークランド・アスレチックスとピッツバーグ・パイレーツとサンフランシスコ・ジャイアンツが獲得

### オールスターゲーム
| 日付                        | ビジター球団（先攻） | スコア | ホーム球団（後攻） | 開催球場               |
| --------------------------- | -------------------- | ------ | ------------------ | ---------------------- |
| 7月dd日                     | ナショナルリーグ     | 3-5    | アメリカンリーグ   | ターゲット・フィールド |
| MVP：マイク・トラウト (LAA) |                      |        |                    |                        |

### ポストシーズン

#### ワイルドカードプレーオフ
アメリカン・リーグ（9月30日）
- カンザスシティ・ロイヤルズ 9対8 オークランド・アスレチックス

ナショナル・リーグ（10月1日）
- サンフランシスコ・ジャイアンツ 8対0 ピッツバーグ・パイレーツ

#### ディビジョンシリーズ

##### アメリカンリーグ
- カンザスシティ・ロイヤルズ 3勝0敗 ロサンゼルス・エンゼルス・オブ・アナハイム

| 日付                             | 試合  | ビジター球団（先攻）       | スコア | ホーム球団（後攻）         | 開催球場               |
| -------------------------------- | ----- | -------------------------- | ------ | -------------------------- | ---------------------- |
| 10月2日                          | 第1戦 | カンザスシティ・ロイヤルズ | 3-2    | ロサンゼルス・エンゼルス   | エンゼル・スタジアム   |
| 10月3日                          | 第2戦 | カンザスシティ・ロイヤルズ | 4-1    | ロサンゼルス・エンゼルス   | エンゼル・スタジアム   |
| 10月5日                          | 第3戦 | ロサンゼルス・エンゼルス   | 3-8    | カンザスシティ・ロイヤルズ | カウフマン・スタジアム |
| 勝者：カンザスシティ・ロイヤルズ |       |                            |        |                            |                        |

- ボルチモア・オリオールズ 3勝0敗 デトロイト・タイガース

| 日付                           | 試合  | ビジター球団（先攻）     | スコア | ホーム球団（後攻）       | 開催球場           |
| ------------------------------ | ----- | ------------------------ | ------ | ------------------------ | ------------------ |
| 10月2日                        | 第1戦 | デトロイト・タイガース   | 3-12   | ボルチモア・オリオールズ | オリオール・パーク |
| 10月3日                        | 第2戦 | デトロイト・タイガース   | 6-7    | ボルチモア・オリオールズ | オリオール・パーク |
| 10月5日                        | 第3戦 | ボルチモア・オリオールズ | 2-1    | デトロイト・タイガース   | コメリカ・パーク   |
| 勝者：ボルチモア・オリオールズ |       |                          |        |                          |                    |

##### ナショナルリーグ
- サンフランシスコ・ジャイアンツ 3勝1敗 ワシントン・ナショナルズ

| 日付                                 | 試合  | ビジター球団（先攻）           | スコア | ホーム球団（後攻）             | 開催球場             |
| ------------------------------------ | ----- | ------------------------------ | ------ | ------------------------------ | -------------------- |
| 10月3日                              | 第1戦 | サンフランシスコ・ジャイアンツ | 3-2    | ワシントン・ナショナルズ       | ナショナルズ・パーク |
| 10月4日                              | 第2戦 | サンフランシスコ・ジャイアンツ | 2-1    | ワシントン・ナショナルズ       | ナショナルズ・パーク |
| 10月6日                              | 第3戦 | ワシントン・ナショナルズ       | 4-1    | サンフランシスコ・ジャイアンツ | オラクル・パーク     |
| 10月7日                              | 第4戦 | ワシントン・ナショナルズ       | 2-3    | サンフランシスコ・ジャイアンツ | オラクル・パーク     |
| 勝者：サンフランシスコ・ジャイアンツ |       |                                |        |                                |                      |

- セントルイス・カージナルス 3勝1敗 ロサンゼルス・ドジャース

| 日付                             | 試合  | ビジター球団（先攻）       | スコア | ホーム球団（後攻）         | 開催球場             |
| -------------------------------- | ----- | -------------------------- | ------ | -------------------------- | -------------------- |
| 1m月dd日                         | 第1戦 | セントルイス・カージナルス | 10-9   | ロサンゼルス・ドジャース   | ドジャー・スタジアム |
| 1m月dd日                         | 第2戦 | セントルイス・カージナルス | 2-3    | ロサンゼルス・ドジャース   | ドジャー・スタジアム |
| 1m月dd日                         | 第3戦 | ロサンゼルス・ドジャース   | 1-3    | セントルイス・カージナルス | ブッシュ・スタジアム |
| 1m月dd日                         | 第4戦 | ロサンゼルス・ドジャース   | 2-3    | セントルイス・カージナルス | ブッシュ・スタジアム |
| 勝者：セントルイス・カージナルス |       |                            |        |                            |                      |

#### リーグチャンピオンシップシリーズ

##### アメリカンリーグ
- カンザスシティ・ロイヤルズ 4勝0敗 ボルチモア・オリオールズ

| 日付                                                                    | 試合  | ビジター球団（先攻）       | スコア | ホーム球団（後攻）         | 開催球場               |
| ----------------------------------------------------------------------- | ----- | -------------------------- | ------ | -------------------------- | ---------------------- |
| 10月10日                                                                | 第1戦 | カンザスシティ・ロイヤルズ | 8－6   | ボルチモア・オリオールズ   | オリオール・パーク     |
| 10月11日                                                                | 第2戦 | カンザスシティ・ロイヤルズ | 6－4   | ボルチモア・オリオールズ   | オリオール・パーク     |
| 10月14日                                                                | 第3戦 | ボルチモア・オリオールズ   | 1－2   | カンザスシティ・ロイヤルズ | カウフマン・スタジアム |
| 10月15日                                                                | 第4戦 | ボルチモア・オリオールズ   | 1－2   | カンザスシティ・ロイヤルズ | カウフマン・スタジアム |
| 優勝：カンザスシティ・ロイヤルズ（29年ぶり3度目） MVP：ロレンゾ・ケイン |       |                            |        |                            |                        |

##### ナショナルリーグ
- サンフランシスコ・ジャイアンツ 4勝1敗 セントルイス・カージナルス

| 日付                                                                                | 試合  | ビジター球団（先攻）           | スコア | ホーム球団（後攻）             | 開催球場             |
| ----------------------------------------------------------------------------------- | ----- | ------------------------------ | ------ | ------------------------------ | -------------------- |
| 10月11日                                                                            | 第1戦 | サンフランシスコ・ジャイアンツ | 3－0   | セントルイス・カージナルス     | ブッシュ・スタジアム |
| 10月12日                                                                            | 第2戦 | サンフランシスコ・ジャイアンツ | 4－5x  | セントルイス・カージナルス     | ブッシュ・スタジアム |
| 10月14日                                                                            | 第3戦 | セントルイス・カージナルス     | 4－5x  | サンフランシスコ・ジャイアンツ | AT&Tパーク           |
| 10月15日                                                                            | 第4戦 | セントルイス・カージナルス     | 4－6   | サンフランシスコ・ジャイアンツ | AT&Tパーク           |
| 10月16日                                                                            | 第5戦 | セントルイス・カージナルス     | 3－6x  | サンフランシスコ・ジャイアンツ | AT&Tパーク           |
| 優勝：サンフランシスコ・ジャイアンツ（2年ぶり23度目） MVP：マディソン・バンガーナー |       |                                |        |                                |                      |

### ワールドシリーズ
| 日付                                                                        | 試合  | ビジター球団（先攻）           | スコア | ホーム球団（後攻）             | 開催球場               |
| --------------------------------------------------------------------------- | ----- | ------------------------------ | ------ | ------------------------------ | ---------------------- |
| 10月21日                                                                    | 第1戦 | サンフランシスコ・ジャイアンツ | 7－1   | カンザスシティ・ロイヤルズ     | カウフマン・スタジアム |
| 10月22日                                                                    | 第2戦 | サンフランシスコ・ジャイアンツ | 2－7   | カンザスシティ・ロイヤルズ     | カウフマン・スタジアム |
| 10月24日                                                                    | 第3戦 | カンザスシティ・ロイヤルズ     | 3－2   | サンフランシスコ・ジャイアンツ | AT&Tパーク             |
| 10月25日                                                                    | 第4戦 | カンザスシティ・ロイヤルズ     | 4－11  | サンフランシスコ・ジャイアンツ | AT&Tパーク             |
| 10月26日                                                                    | 第5戦 | カンザスシティ・ロイヤルズ     | 0－5   | サンフランシスコ・ジャイアンツ | AT&Tパーク             |
| 10月28日                                                                    | 第6戦 | サンフランシスコ・ジャイアンツ | 0－10  | カンザスシティ・ロイヤルズ     | カウフマン・スタジアム |
| 10月29日                                                                    | 第7戦 | サンフランシスコ・ジャイアンツ | 3－2   | カンザスシティ・ロイヤルズ     | カウフマン・スタジアム |
| 優勝：サンフランシスコ・ジャイアンツ（8回目） MVP：マディソン・バンガーナー |       |                                |        |                                |                        |

## 個人タイトル

### アメリカン・リーグ
| 項目   | 選手                     | 記録 |
| ------ | ------------------------ | ---- |
| 打率   | ホセ・アルトゥーベ (HOU) | .341 |
| 本塁打 | ネルソン・クルーズ (BAL) | 40   |
| 打点   | マイク・トラウト (LAA)   | 111  |
| 得点   | マイク・トラウト (LAA)   | 115  |
| 安打   | ホセ・アルトゥーベ (HOU) | 225  |
| 盗塁   | ホセ・アルトゥーベ (HOU) | 56   |

| 項目   | 選手                             | 記録  |
| ------ | -------------------------------- | ----- |
| 勝利   | コーリー・クルーバー (CLE)       | 18    |
| 勝利   | マックス・シャーザー (DET)       | 18    |
| 勝利   | ジェレッド・ウィーバー (LAA)     | 18    |
| 敗戦   | コルビー・ルイス (TEX)           | 14    |
| 防御率 | フェリックス・ヘルナンデス (SEA) | 2.14  |
| 奪三振 | デビッド・プライス (DET)         | 271   |
| 投球回 | デビッド・プライス (DET)         | 248.1 |
| セーブ | フェルナンド・ロドニー (SEA)     | 48    |

### ナショナル・リーグ
| 項目   | 選手                           | 記録 |
| ------ | ------------------------------ | ---- |
| 打率   | ジャスティン・モルノー (COL)   | .319 |
| 本塁打 | ジャンカルロ・スタントン (MIA) | 37   |
| 打点   | エイドリアン・ゴンザレス (LAD) | 116  |
| 得点   | アンソニー・レンドン (WSH)     | 111  |
| 安打   | ベン・リビア (PHI)             | 184  |
| 盗塁   | ディー・ゴードン (LAD)         | 64   |

| 項目   | 選手                               | 記録  |
| ------ | ---------------------------------- | ----- |
| 勝利   | クレイトン・カーショウ (LAD)       | 21    |
| 敗戦   | A.J.バーネット (PHI)               | 18    |
| 防御率 | クレイトン・カーショウ (LAD)       | 1.77  |
| 奪三振 | ジョニー・クエト (CIN)             | 242   |
| 奪三振 | スティーブン・ストラスバーグ (WSH) | 242   |
| 投球回 | ジョニー・クエト (CIN)             | 243.2 |
| セーブ | クレイグ・キンブレル (ATL)         | 47    |

## 表彰

### 全米野球記者協会（BBWAA）表彰
| 表彰         | アメリカンリーグ               | ナショナルリーグ             |
| ------------ | ------------------------------ | ---------------------------- |
| MVP          | マイク・トラウト (LAA)         | クレイトン・カーショウ (LAD) |
| サイヤング賞 | コーリー・クルーバー(CLE)      | クレイトン・カーショウ (LAD) |
| 最優秀新人賞 | ホセ・アブレイユ (CWS)         | ジェイコブ・デグロム (NYM)   |
| 最優秀監督賞 | バック・ショーウォルター (BAL) | マット・ウィリアムズ (WSH)   |

### ゴールドグラブ賞
| 守備位置 | アメリカンリーグ                                                              | ナショナルリーグ                                                                     |
| -------- | ----------------------------------------------------------------------------- | ------------------------------------------------------------------------------------ |
| 投手     | ダラス・カイケル (HOU)                                                        | ザック・グレインキー (STL)                                                           |
| 捕手     | サルバドール・ペレス (KC)                                                     | ヤディアー・モリーナ (STL)                                                           |
| 一塁手   | エリック・ホズマー (KC)                                                       | エイドリアン・ゴンザレス (LAD)                                                       |
| 二塁手   | ダスティン・ペドロイア (BOS)                                                  | DJ・ルメイユ (COL)                                                                   |
| 三塁手   | カイル・シーガー (SEA)                                                        | ノーラン・アレナド (COL)                                                             |
| 遊撃手   | J.J.ハーディ (BAL)                                                            | アンドレルトン・シモンズ (ATL)                                                       |
| 外野手   | アレックス・ゴードン (KC) アダム・ジョーンズ (BAL) ニック・マーケイキス (BAL) | クリスチャン・イエリッチ (MIA) フアン・ラガーレス (NYM) ジェイソン・ヘイワード (ATL) |

### シルバースラッガー賞
| 守備位置 | アメリカンリーグ                                                            | ナショナルリーグ                                                                               |
| -------- | --------------------------------------------------------------------------- | ---------------------------------------------------------------------------------------------- |
| 投手     | -                                                                           | マディソン・バンガーナー (SF)                                                                  |
| 捕手     | ヤン・ゴームズ (CLE)                                                        | バスター・ポージー (SF)                                                                        |
| 一塁手   | ホセ・アブレイユ (CWS)                                                      | エイドリアン・ゴンザレス (LAD)                                                                 |
| 二塁手   | ホセ・アルトゥーベ (HOU)                                                    | ニール・ウォーカー (PIT)                                                                       |
| 三塁手   | エイドリアン・ベルトレ (TEX)                                                | アンソニー・レンドン (WSH)                                                                     |
| 遊撃手   | アレクセイ・ラミレス (CWS)                                                  | イアン・デズモンド (WSH)                                                                       |
| 外野手   | ホセ・バティスタ (TOR) マイケル・ブラントリー（CLE） マイク・トラウト (LAA) | アンドリュー・マカッチェン (PIT) ジャンカルロ・スタントン (MIA) ジャスティン・アップトン (ATL) |
| 指名打者 | ビクター・マルティネス (DET)                                                | -                                                                                              |

### その他表彰
| 表彰                   | アメリカンリーグ       | ナショナルリーグ               |
| ---------------------- | ---------------------- | ------------------------------ |
| ハンク・アーロン賞     | マイク・トラウト (LAA) | ジャンカルロ・スタントン (MIA) |
| ロベルト・クレメンテ賞 | ポール・コナーコ (CWS) | ジミー・ロリンズ (PHI)         |

### アメリカ野球殿堂入り表彰者
BBWAA選出 
- トム・グラビン
- フランク・トーマス
- グレグ・マダックス

 ベテランズ委員会選出 
- ボビー・コックス
- ジョー・トーリ
- トニー・ラルーサ

## ルール変更
このシーズンより、各チームの監督が申し出ることができるビデオ判定の機会が、6イニングまでは1回、7イニングから試合終了まで2回に改めることが、2013年8月15日にMLBより発表された。